# Højbjerg
För andra betydelser, se Højbjerg (olika betydelser).

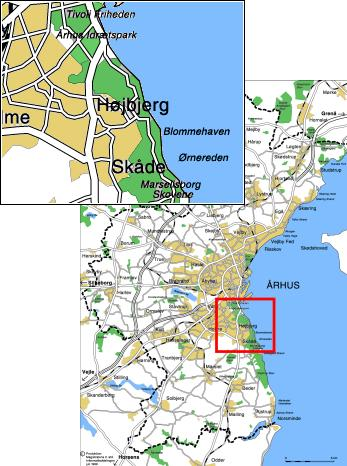
Højbjergs placering i relation till Århus.

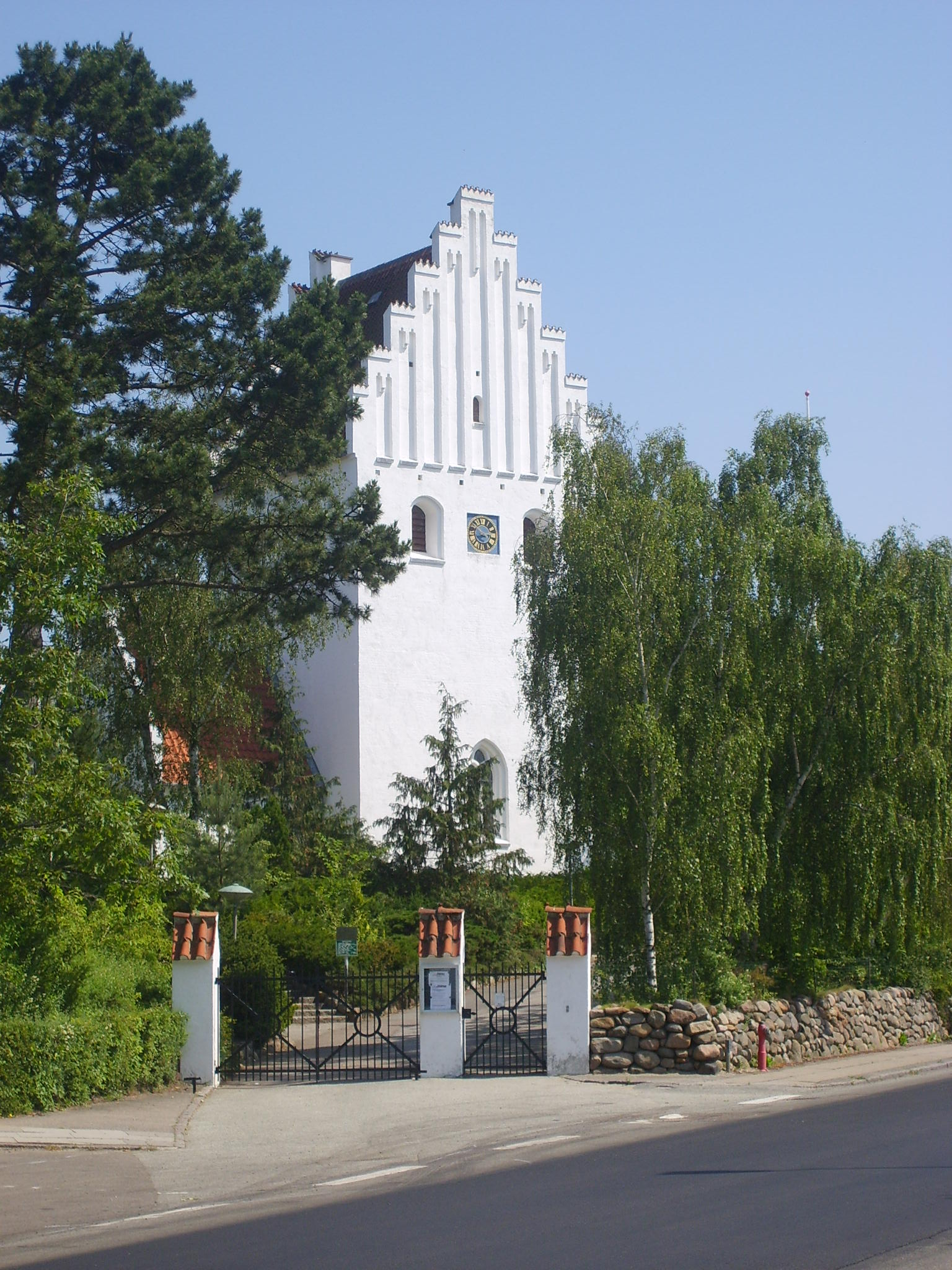
Frederikskirken i Højbjerg.

Højbjerg är en stadsdel i södra Århus, cirka 5 kilometer från centrala Århus. I stadsdelen bor drygt 24 000 invånare. och omfattar villakvarter, områden med lägenhetsbebyggelse, kommersiella områden och lokala inköpscenter. I området finns skog, strand, grönområden och en djurpark. Stadsdelen var fram till 2006 amtssäte för Århus amt.
Till Højbjerg räknas även områdena Holme, Skåde och Skåde Bakker.